# Sandro Chia
Sandro Chia (Florença, 20 de abril de 1946) é um pintor e escultor italiano, um dos mais destacados da Transvanguarda e um dos principais expoentes da arte pós-moderna.

## Biografia
Estudou no  Istituto d’Arte  e na Accademia di Belle Arti de Florência, obtendo a sua diploma em 1969. Após se graduar, viajou pela Índia, Turquia e toda Europa, antes de se estabelecer em Roma em 1970.
Durante os anos 70 afastou-se da arte conceitual de moda naquele momento e evoluiu para um estilo mais figurativo. Entre setembro de 1980 e agosto de 1981 obteve uma beca na cidade de Mönchengladbach, na Alemanha, aonde se mudou para trabalhar por um ano. No ano seguinte foi a Nova York, onde permaneceria por mais de dois decênios, com frequentes viagens a Ronciglione primeiro, e depois Montalcino.
Membro destacado do movimento italiano da Transvanguarda –junto a Francesco Clemente, Mimmo Paladino, Nicola De Maria e Enzo Cucchi–, a sua obra tem-se exposto nos mais importantes museus e galerias do mundo, destacando-se a sua participação nas Bienais de Paris, São Paulo e Veneza. Entre as suas mais importantes exposições figuram a do Stedelijk Museum de Amsterdam (1983), o Metropolitan Museum de Nova York (1984), a Alte Nationalgalerie de Berlim (1984, 1992), o Museu de Arte Moderna de Paris (1984); os museus de Düsseldorf (1984), Antuérpia (1989), Cidade do México (1989), Palazzo Medici Riccardi em Florência (1991), Karlsruhe (1992), Palm Springs (1993), Villa Medici em Roma (1995), Palazzo Reale de Milão (1997), o Boca Raton Museum of Art, Florida (1997), a Galleria Civica de Siena (1997), a Galleria Civica de Trento (2000), o Museu d'Arte de Ravena (2000), o Palazzo Pitti e o Museo Archeologico Nazionale de Florência (2002); e, mais recentemente, a Catedral de Sant'Agostino em Pietrasanta (2005).
Chia acostuma trabalhar em formatos grandes, com forte colorido, utilizando todo tipo de técnicas. Na sua obra destaca-se a análise e reutilização da obra de artistas do passado: na sua obra Em água estranha e brilhante um ponto branco salta e um dor no seu voo afeta-me (1979), recebe a influência da gravura de Max Ernst Uma semana de bondade (1934); N´O escravo (1980) faz uma simbiose do Escravo de Michelangelo e O nascimento de Vênus de Botticelli; em Gênova (1980) superpõe duas obras de Chagall e De Chirico; O rosto escandaloso (1981) inspira-se igualmente nos manequins de De Chirico. Chia põe especial ênfase no título das suas obras, pois é parte da mensagem que quer transmitir; ocasionalmente, até mesmo acrescenta algum pequeno poema dentro do quadro. A sua obra é em parte autobiográfica, gosta-lhe evocar momentos da sua própria vida; o seu estilo é expressivo e teatral, destacando-se as figuras humanas de aspecto monumental, heroico.
Em 2003, o Estado italiano adquiriu três importantes obras da sua coleção permanente para o Senado da Itália no Palazzo Madama, e em 2005, duas monumentais esculturas foram adquiridas pela Província de Roma e colocadas diante da sua sede em Via IV Novembre, Roma.
Atualmente vive entre Miami, Roma e Castello Romitorio, e tem negócios de viticultura em Montalcino, onde se dedica à produção de vinhos de prestígio, entre eles de vinho Brunello.

## Obra selecionada

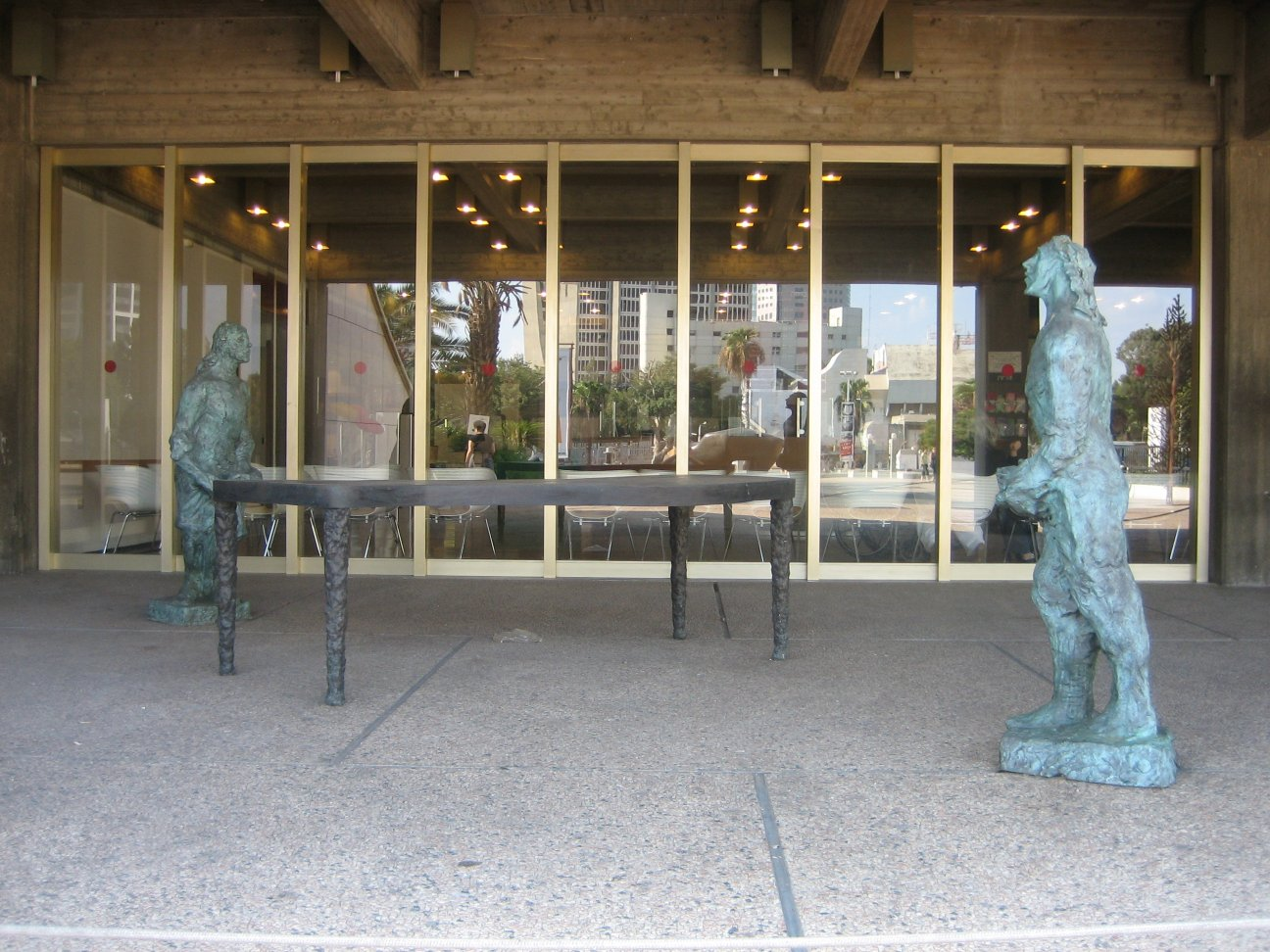
Mesa da paz, grupo escultórico em bronze, Museu de Arte de Tel Aviv.

- A preguiça de Sísifo – MoMA, Nova York.
- O aquário – Tate Gallery, Londres.
- Figuras noturnas com lâmpada, Setagaya Art Museum, Japão.
- Pergola , Fukuyama Museum of Art, Japão.
- Pai e filho , Fukuyama Museum of Art, Japão.
- Solitário anjo alado com coração , Museum of Art of Kōchi, Kōchi, Japão.
- Coelho para cear, Stedelijk Museum, Amsterdam.
- É belo para o técnico em explosivos saltar com o próprio fogo, Museum Boymans-van Beuningen, Roterdão.
- Rapazes valentes numa balsa, Marx Collection, Neue Nationalgalerie, Berlim.
- A cozinha de Dioniso, Marx Collection, Neue Nationalgalerie, Berlim.
- O rosto escandaloso, Kunsthalle Bielefeld, Bielefeld, (Alemanha).
- Paixão pela arte, escultura de bronze na Praça Rathausplatz, Bielefeld (Alemanha).
- Mesa da paz, grupo escultórico em bronze, Museu de Arte de Tel Aviv, Tel Aviv, (Israel).
- Sinfonia incompleta, Museo d'Arte Contemporaneo, Rivoli, (Itália).
- Bom governo e Ao serviço do ente público, Senado da República, Palazzo Madama em Roma.
- Solitário anjo alado, Biblioteca del Senato della Repubblica, Piazza della Minerva, Roma.
- Eneias e Europa, escultura em bronze, Palazzo Valentini, Roma.
- Rostos da Itália, mosaico, Ministero degli Affari Esteri, Roma.